# Canal Inocentes

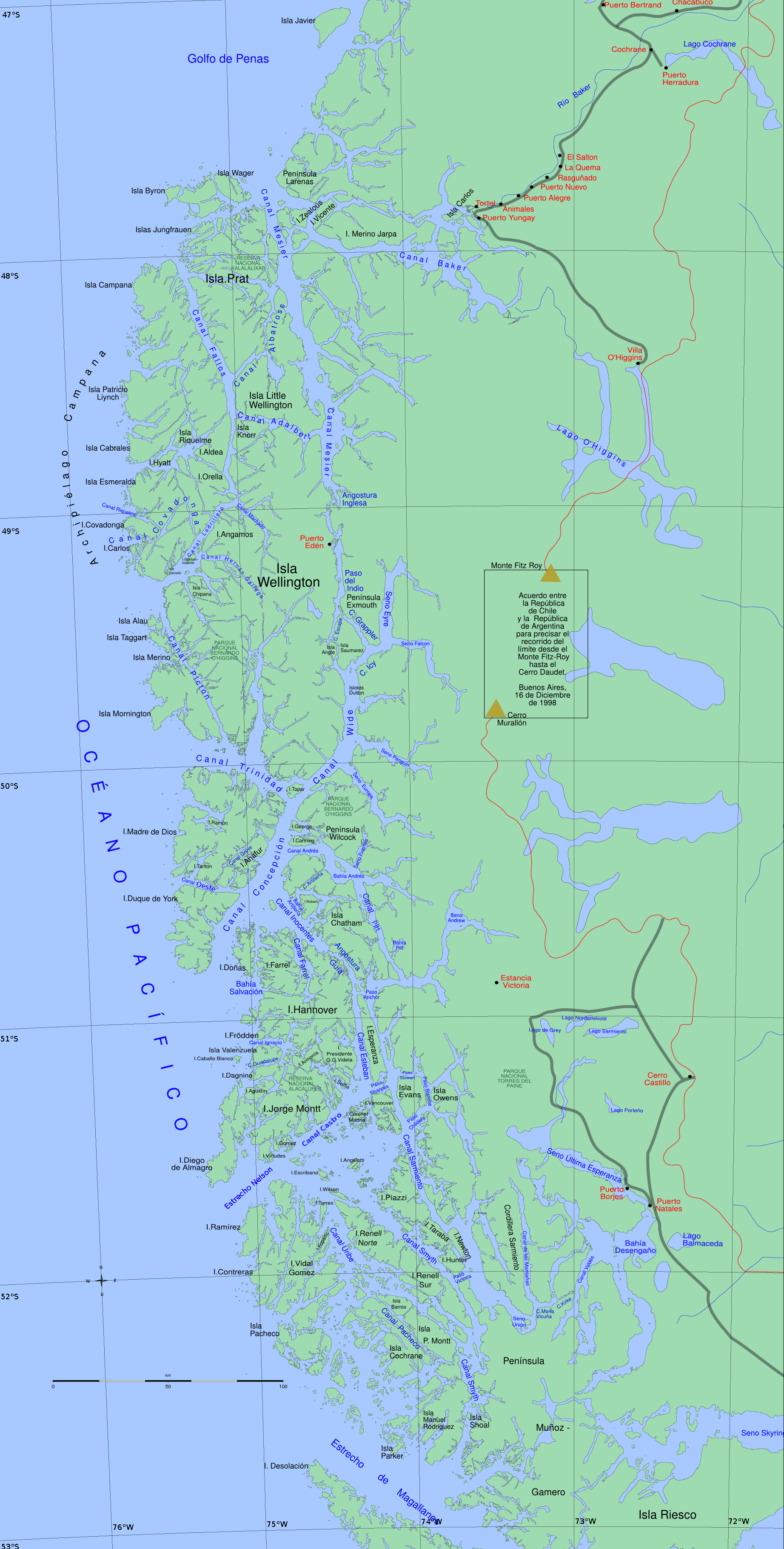
Canal Inocentes, al norte de la isla Hannover.

El canal Inocentes es un canal patagónico principal, longitudinal, de la Patagonia chilena. Comienza en el canal Concepción y continúa en dirección general SE. Está ubicado en la XII Región de Magallanes y de la Antártica Chilena. Este canal era navegado por el pueblo kawésqar desde hace unos 6.000 años hasta fines del siglo XX, pues habitaban en sus costas.

## Inicio y término
El canal Inocentes comienza en la enfilación de la punta Tapering de la isla Figueroa con la parte norte de la isla Inocentes en 50°29′30″S 74°52′10″O / -50.49167, -74.86944 y termina en la entrada norte de la angostura Guía en 50°44′00″S 74°31′30″O / -50.73333, -74.52500. Su dirección es NW al SE y tiene un largo de 18 millas marinas.

## Orografía

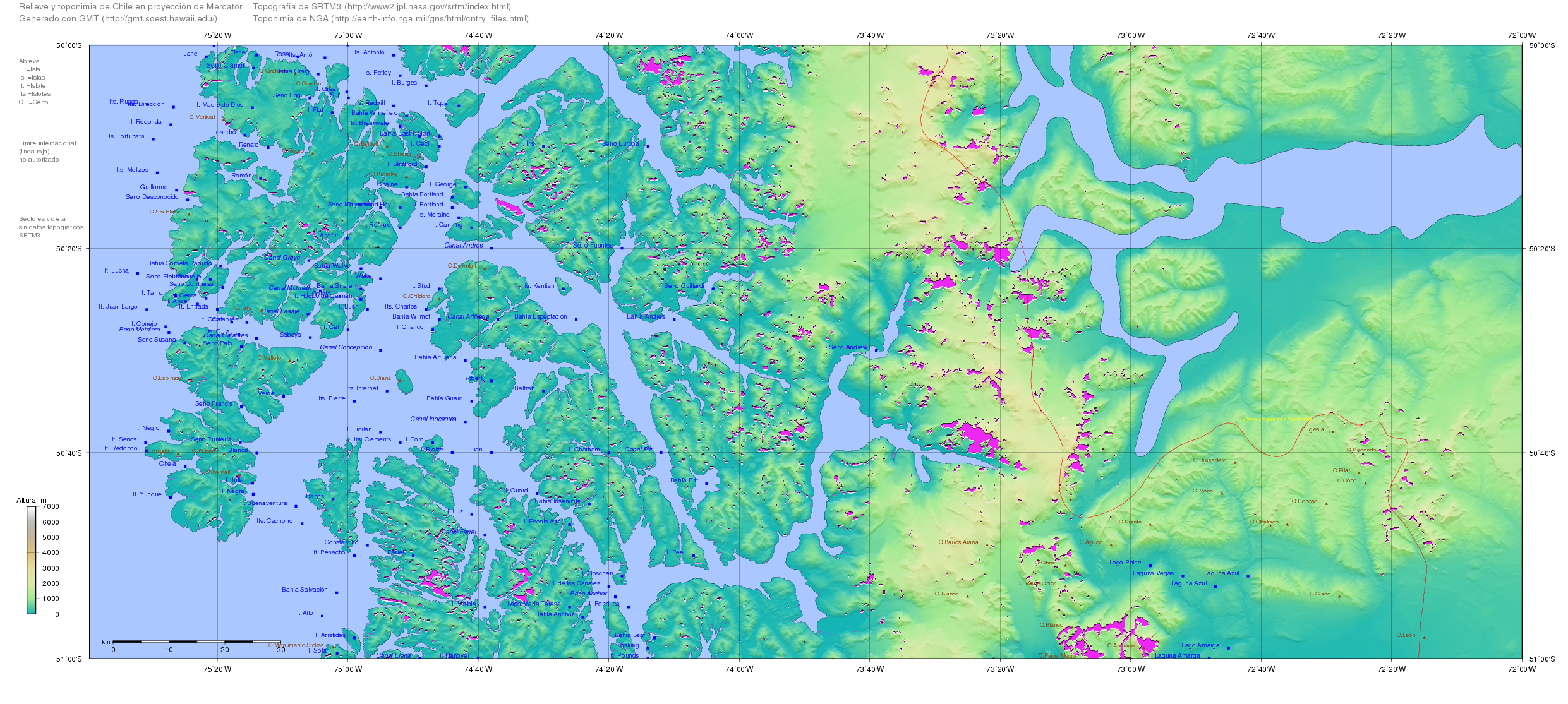
Ver Mapa de Chile.

En ambos lados del canal hay islas y grandes esteros. La altura de las islas varía entre los 150 y 120 metros, pero en la costa oeste, cerca de la angostura Guía, hay un cerro de 318 metros de alto con 2 picos muy notorios

## Corrientes de marea
Sus corrientes se ven muy influenciadas por la corriente de marea del Pacífico que tira hacia el Este. En su curso, especialmente en otoño e invierno, se encuentran témpanos a la deriva. Estos témpanos representan un peligro para la navegación, especialmente de noche.

## Señalización marítima
En su ruta existen varios faros y una boya que señala un bajo. El canal es limpio y profundo.